# Athanasius Recheis
Athanas Recheis OSB (* 17. April 1926 in Engelhartszell, Österreich; † 31. Mai 2006) war ein österreichischer Benediktiner. Er wirkte von 1984 bis 1997 als 6. Abt der Abtei Seckau.

## Leben
Er war der Sohn eines Arztes. Seine Schwester Käthe Recheis (1928–2015) war bekannte Kinder- und Jugendbuchautorin, sein Bruder Romed Recheis (1925–2013) wurde Arzt. Nach dem 2. Weltkrieg war Kurt Recheis der erste Novize, der in die Abtei Seckau eintrat, und erhielt den Ordensnamen Athanasius, benannt nach dem fünfmal aus Alexandria verbannten Theologenbischof des 4. Jahrhunderts.
Sein Theologiestudium absolvierte er an der internationalen Hochschule des Benediktinerordens St. Anselmo in Rom und wurde am 23. September 1951 zum Priester geweiht. Seine Promotion mit einer Dissertation über die Engellehre erfolgte 1953. Er wurde zunächst Religionsprofessor am Abteigymnasium Seckau. Mehr als 20 Jahre (1962–1986) wirkte er als Pfarrvikar von Seckau.
Nach seiner Abt-Wahl am 3. Januar 1984 wurde er am 10. März 1984 als Abt und Nachfolger von Placidus Wolf benediziert. Sein Wahlspruch, ein Verweis auf den Epheserbrief, lautete: Zum Lob seiner herrlichen Gnade. Er trat am 4. Juli 1997 aus Altersgründen als Abt zurück.
Während Recheis' Amtszeit wurde das Abteigymnasium auch für Mädchen geöffnet. Er wurde zum Ehrenbürger von Seckau ernannt.

## Werke (Auswahl)
- Sancti Athanasii Magni Doctrina de primordiis seu quomodo explicaverit Genesim 1–3. In: Antonianum Bd. 28 (1953) S. 219–260.
- Ohne Unterlass! München: Pfeiffer, [1956].
- Engel, Tod und Seelenreise: Das Wirken der Geister beim Heimgang des Menschen in der Lehre der alexandrinischen und kappadokischen Väter. Rom: Edizioni di Storia e Letteratura, 1958 (Diss. Rom, St. Anselmo, 1953).
- Die Engel sind mächtige Geister. Wien, Linz, Passau: Veritas, 1972.
- Pseudo-Basilius: Weisung an einen geistlichen Sohn. St. Ottilien: EOS, 2010.